# Новгородское войско
Новгородское войско — войско (вооружённые силы) Великого Новгорода и земель, подчинённых Новгородской республике, первоначально новгородская рать была частью войска Древней Руси, и обособилась в результате наступления феодальной раздробленности и образования Новгородской республики.

## Терминология
Для обозначения всех категорий ратников служил термин вои. Дружиной в настоящее время называют, как правило, профессиональное войско, служащее князю; однако в древности в этот термин вкладывали разные значения — от всего войска до ближних князю бояр, а иногда и не военных людей. Непосредственно же воинов, подчинённых князю, называли дворянами. Отроки были наиболее младшие в иерархии несвободные воины; детские — вероятно, несущие гарнизонную службу в крепости; мечники и кмети — младшие воины; гридни — общее название для профессиональных воинов (термин перестал использоваться с XIII века). Военная дружина, согласно источникам, в XII веке была разделена на старшую (бояр, где со временем дружинные отношения преобразуются в вассальные) и молодшую (позднее преобразуемую в княжеский двор). С конца XII века дружинная организация войска приходит в упадок, а во второй половине XIII—XIV веках окончательно исчезает.

## Структура
Новгородское войско делилось на две основные части — первая состояла из новгородцев, вторая — из иноземцев, называемых «шестники».

### Жители новгородских земель

#### Ополченцы

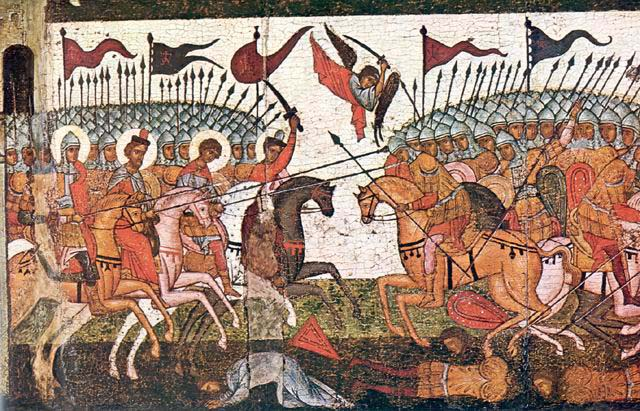
Битва новгородцев с суздальцами, фрагмент иконы 1460 года.

Новгородское ополчение собиралось в случае необходимости и после, а в некоторых случаях — до завершения военных действий распускалось. Тем не менее оно часто участвовало в походах. Например, согласно Новгородской первой летописи, за XI век упоминается об участии новгородцев в 5 походах, а новгородского князя — в 6; за XII век — 38 с участием новгородцев и 29 с участием князя; за XIII — соответственно 52 и 35; за XIV век — 43 и 11; за первую половину XV века — 13 и 3. Таким образом, согласно летописи, ополчение участвовало в походах чаще, чем князья, с регулярностью в среднем два — три года. Решение о сборе ополчения и выходе в поход принималось на вече, причём его участники и составляли новгородское ополчение. Ополчение при надобности могли составить все свободные жители Новгорода, в том числе священнослужители; за исключением монахов, женщин и детей. Наиболее боеспособной и хорошо вооружённой частью ополчения были огнищане (чиновники, новгородские бояре), гридьба (профессиональные воины), купцы. Поскольку участие всех новгородцев в ополчении не требовалось, то для набора ополчения с каждой самоуправляемой единицы (улицы или села) мог применяться как представительный (выставлялось определённое число человек), так и пропорциональный (заданное число человек с 10 дворов или сох), а выбор проходил на уровне местного самоуправления. Сбор ополчения в Пскове назывался «разруб» или «поруб», в Новгороде — «покрут», а соседи ополченцев должны были снабдить их всем необходимым для похода — «покручать». Вооружение и кони также могли выдаваться от городской казны или на средства состоятельных граждан. Уклонявшиеся от службы наказывались. По причине непрофессиональности, существенная часть ополчения не отличалась высокой боеспособностью, что было причиной его частых поражений в конфликтах с Великим княжеством Московским. В ополчение, кроме набираемых по «разрубу», могли по желанию участвовать «охочие люди». В XI—XII веках в походы ходило всё ополчение. В XIII веке происходит расслоение, и, в зависимости от угрозы, собирались либо «вятшие люди» (наиболее боеспособные); либо все новгородцы, включая молодших людей (небогатых горожан); либо вся Новгородская земля (ополчения Новгорода, Пскова, Ладоги, Русы и других пригородов и волостей). Численность ополчения могла быть весьма значительной — в 1215 году упоминается о более 2 000 новгородцев. В XII—XIV веках численность ополчения всей Новгородской земли обычно составляла 5—10 тысяч человек.

#### Профессиональные воины

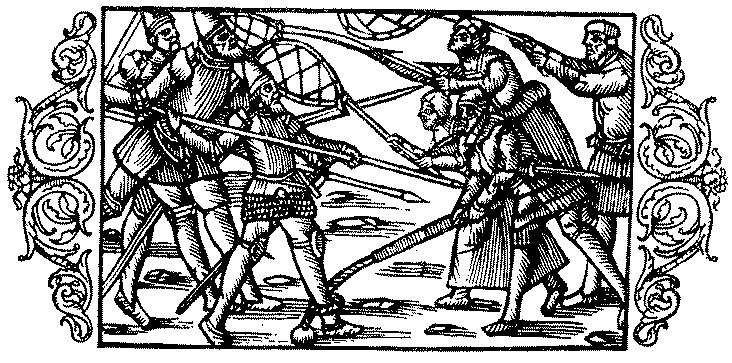
Нападение ушкуйников на шведов, гравюра XVI века.

Профессиональную часть ополчения составляли те воины, которые регулярно ходили в походы и рассматривали военное дело в качестве источника прибыли. Первое упоминание о них относится к 1014 году, где сказано о выдаче 1 000 гривен новгородским гридям. Гридями называли как новгородских воинов-профессионалов, так и нанимавшихся из других земель. В 1169 году упоминается новгородская дружина в 400 человек, ходившая за данью. Ратники, состоявшие в отрядах, собиравших дань, назывались «кмети» или «отроки» и были профессиональными новгородскими воинами; подобный отряд возглавлялся новгородским боярином. Другим типом профессионалов были судебные приставы. Хотя первоначально эту должность занимали княжеские дворяне, со временем появляются и собственные новгородские приставы. В новгородской судной грамоте XV века они названы «софьяне» и могли составлять личную гвардию новгородского архиепископа, а в отдельных военных операциях играть роль руководящего состава, где назывались «владычные люди». Таким образом, воины-профессионалы и первого и второго типа представляли собой вооружённую свиту знатных новгородцев и церковной власти. Вместе с тем существовали также профессиональные воины, служившие непосредственно Новгороду. К ним относились гарнизоны укреплённых пунктов Новгородской земли — «засады». Этим гарнизонам постоянно поставлялось продовольствие, обычно за счёт населения местных окрестностей. Отдельным видом были новгородские «молодцы», часть которых также известна как ушкуйники. Они не входили в ополчение, а самостоятельно организовывались и совершали военные или грабительские походы. В некоторых случаях они самовольно участвовали в войнах, нанося противнику ущерб. К «молодцам» также относились отряды добровольцев, возглавляемые новгородскими воеводами, которые совершали военные походы. В XIV—XV веках в силу ряда причин, одна из которых — развитие торговли и промыслов, военная служба становится всё менее выгодной, новгородцы постепенно теряют военные навыки, боеспособность большей части новгородского войска падает.

### Шестники
Шестниками могли быть и приглашаемые на время союзные армии, однако такое встречалось редко. В отличие от этого, почти постоянно в составе новгородского войска были отряды шестников, возглавляемые князем. Новгородцы могли сами приглашать и изгонять князей, что делали довольно часто — к примеру, с 1095 года по 1304 год князья в Новгороде сменились 58 раз. Их военные отряды представляли собой, прежде всего, двор князя. Основной обязанностью княжеских дворян было участие в боевых действиях. Средства они получали либо непосредственно от князя, либо за временное выполнение функций судебных исполнителей и других чиновников. За военную деятельность князю и его двору шла доля с пошлин. Князь со своими дворянами-дружинниками регулярно ходил в походы, сам организовывая обеспечение своего войска. Эти шестники были в подавляющем большинстве случаев православными русскими людьми из других княжеств; нерусские принимали Православие — как князь Довмонт, бежавший в Псков из Литвы в 1265 году с 300 человек — воинами и родственниками. Личное войско князя, постоянно присутствовавшее при нём в Новгороде, было относительно небольшим — например, в 1471 году за польским королём и литовским князем Казимиром была оговорена численность в 50 человек на Городище. Численность княжеских гридней в XII—XIII веках крайне приблизительно оценивается, как не превышающая 80 человек. Эта оценка основана на упоминании суммы в 200 гривен в источнике, вероятно, XIII века, предположительно платившейся новгородцами князю с дворянами, и упоминание о жаловании гридям по 2,5 гривны из берестяной грамоты № 788 XII века. Псковская первая летопись сообщает о весьма многочисленной дружине князя Александра Василиевича Чарторыйского, в 1456 году отправившегося из Пскова в Литву: «А двора его кованои рати боевых людей 300 человек, оприч кошовых». В XIV веке произошло разделение политических и военных функций князей, и для выполнения военных функций стали нанимать служилых князей, которым новгородцы в кормление выделяли определённые волости. В случае необходимости эти князья возглавляли не только свой двор, но и ополчение данных волостей.

## Организация

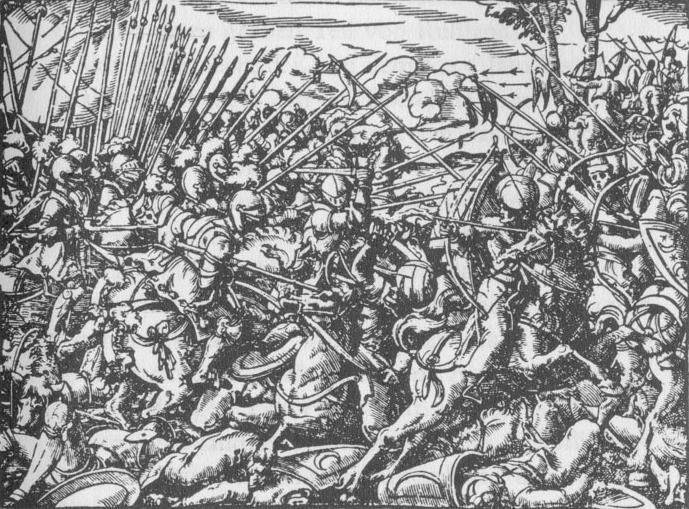
Сражение новгородского и московского войска в 1477 году, гравюра второй половины XVI века.

Два воина, буквица «И», Новгородский Псалтирь, XIV век.

В 1208 году, вместе с князем Константином Всеволодовичем новгородское войско ходило помогать великому князю против рязанских князей[значимость факта?].
Во главе новгородских войск ставились воеводы из числа новгородских бояр, один или несколько — в зависимости от конкретной ситуации. Например, в 1411 году во время похода на взятый шведами Тиверский городок, над новгородскими полками было 13 воевод. Главнокомандующие выбирались на вече. Наиболее высшую должность занимал посадник, за ним шёл тысяцкий. Они назначались вечем и могли быть смещены; например, в 1134 году собравшееся непосредственно во время похода вече сместило посадника. Отдельное положение занимал приглашаемый князь, выступавший в качестве военного специалиста. Нередко поход новгородских войск возглавлял именно князь. Князь и посадник, однако, участвовали не во всех походах; а тысяцкий мог занимать должность как главы ополчения, так и, что реже, выступать в качестве одного из воевод. Новгородцы в поход выступали, как правило, в составе одного полка. В отдельных случаях, однако, войско делилось на несколько полков. Организационная структура включала деление на тысячи и сотни.
О структуре новгородского войска до XIII века точных сведений нет. По всей вероятности, его главнокомандующим был князь. Ему непосредственно подчинялся его личный двор, или дружина. Основную часть войска составляло новгородское ополчение, которое принимало решение об участии в военных конфликтах на вече и могло действовать самостоятельно, без князя.
В XIII—XV веках основу новгородского войска составляла профессиональная часть ополчения, конная и с хорошим вооружением. К ним примыкали полупрофессиональные воины, имеющие коней, вооружение и боевой опыт. Все они были поделены по сотням; а все сотни составляли тысячу, возглавляемую тысяцким. При необходимости к этому ополчению присоединялись ополчения пригородов, возглавляемые воеводами — пригородскими посадниками. Объединённым войском руководил новгородский посадник. В случае крайней опасности приходилось призывать на службу «пешцев», плохо вооружённых молодших людей. Ими также руководил посадник. Постоянные гарнизоны, отряды «молодцев», а в некоторых случаях — ополчения пригородов, не выступившие в общий поход, как правило, действовали самостоятельно, однако подчинялись приказам посадника и князя, которые также нередко назначали туда воевод.
В 1471 году сорокатысячное новгородское войско было разбито наголову на берегах реки Шелони войском под руководством воеводы Д. Д. Холмского, погибло около 12 000 новгородцев, 2 000 попало в плен[значимость факта?].

## Снабжение
В мирное время источником продовольствия было сельское население. Во время походов продовольствие бралось с собой, а также добывалось, например, на территории противника. Известно немало случаев, когда недостаток продовольствия был причиной неуспешного завершения операции. Обычно войско передвигалось на конях; когда же в походе участвовали пешцы, то в случае небольших расстояний они шли пешком, а в случае больших — по рекам на ладьях, насадах и ушкуях. Большинство новгородских коней были недорогими, карельскими или ливонскими; знатные новгородцы могли использовать дорогих рыцарских коней.

## Тактика
Всё новгородское войско выступало в составе одного полка, который, при построении в боевые порядки, делился на несколько отрядов, также называвшихся полками. Центром каждого такого полка был стяг, рядом с которым находился командующий. В ряде сражений XIII века и более ранних новгородское войско, для передвижения использовавшее коней, для битвы спешивалось. В этом случае, возможно, полки иногда могли выстраиваться в боевой порядок, например — в прямоугольную колонну. В полевых сражениях новгородцы предпочитали в ходе одного решительного натиска атаковать всеми силами. Иногда они совершали обходной манёвр. Также новгородцы в некоторых случаях старались напасть на лагерь противника, например, ночью. В XIV—XV веках роль конницы в Новгороде значительно возрастает, а в большинстве походов стала участвовать только профессиональная часть ополчения. В результате все «вятшие» новгородцы стали сражаться на конях; незначительную профессиональную пешую часть войска составила «судовая рать», состоящая из «молодцев». Однако именно «молодцы» стали основными участниками боевых действий. Во второй половине XV века и непрофессиональная часть ополчения становится конной. Однако эта конница сохранила старую тактику.

## Вооружение
Изначально наступательное и защитное вооружение новгородцев имела весьма незначительные отличия в общерусском контексте. Основным оружием были топоры, а также копья и сулицы. Мечи, в силу их дороговизны, были более редким оружием. В XI—XIII веках на севере Руси получают распространение сабли, однако, незначительное. Широкой популярности в северо-западных русских землях сабли так и не получили, меч там оставался основным клинковым оружием до XV века. Используемые мечи были центральноевропейских типов. В отличие от сабель, кистени и булавы в Новгородских землях были весьма распространены. Из метательного оружия применялись луки и самострелы.
К числу защитного вооружения относился кольчатый и пластинчатый доспех. К пластинчатому относились ламеллярные доспехи, используемые с IX—X до конца XV века; а также бригантины и чешуйчатые доспехи, появившиеся в XIII веке. Пластинчатые доспехи в Новгородских землях значительно потеснили кольчугу: согласно археологическим данным, соотношение фрагментов кольчатого доспеха к частям наборного в слоях середины и второй половины XIII века составляло 1 к 3, а в слоях XIV—XV веков составило 1 к 9. Важным защитным вооружением также был щит.
С XIII века новгородцы довольно активно использовали метательные орудия. Старейшее сообщение об использовании в Новгородской земле огнестрельного оружия относится к 1394 году; это сообщение также является первым упоминанием осадной артиллерии на Руси. Наличие крепостной артиллерии в Ямгороде впервые зафиксировано в 1444 году, в Новгороде — в 1471 году. Применение корабельных пушек новгородцами отмечается ещё в «Летописи Авраамки» под 1447 годом, в ходе сражения на реке Нарове с ливонцами. А в 1459 году на Норове немцы захватили псковскую насаду с «пушищами и всем запасом ратным».